# Asemonea murphyae
Asemonea murphyae là một loài nhện trong họ Salticidae.
Loài này thuộc chi Asemonea. Asemonea murphyae được Fred R. Wanless miêu tả năm 1980.